# 布施鉄治
布施 鉄治（ふせ てつじ、1930年10月30日 - 1994年6月21日）は、日本の社会学者。専門は、社会学・教育社会学。東京出身。法政大学教授・北海道大学教授を歴任。

## 略歴
北海道大学文学部哲学科卒業。1957年同大学院文学研究科社会学専攻修士課程修了。1957年同文学部助手。1960年北海道大学文学部講師（専任講師）。1965年同助教授。1967年法政大学社会学部助教授。1970年同教授。1971年北海道大学教育学部教授。1981年同附属産業教育計画研究施設長（-1985年）。1983年同教育学部長（-1985年）。1994年北海道大学停年退官。同名誉教授。1994年6月21日、脳梗塞のため死去。

## 親族
妻は、布施晶子。子息は、スポーツライターの布施鋼治。

## 恩師
- 鈴木栄太郎と留岡清男[4]を師事する。

## 著書
- 『行為と社会変革の理論 : マルクス主義社会学方法論序説』 青木書店 1972年
- 『地域社会と地域問題』 笹森秀雄, 三谷鉄夫と共編　梓出版社 1981年
- 『日本社会の社会学的分析』 鎌田とし子, 岩城完之と共編 アカデミア出版会 1982年
- 『地域産業変動と階級・階層 : 炭都・夕張/労働者の生産・労働-生活史・誌』 編著　御茶の水書房 1982年初版・1990年新装版
- 『社会学方法論 : 現代における生産・労働・生活分析』 岩城完之, 小林甫と共著　御茶の水書房 1983年
- 『倉敷・水島/日本資本主義の展開と都市社会 : 繊維工業段階から重化学工業段階へ ; 社会構造と生活様式変動の論理』 編著　東信堂 1992年
- 『調査と社会理論 : 布施鉄治著作集』北海道大学図書刊行会 2000年

## 門下生
- 小内透、小内純子ほか